# Alexander Kluge
Alexander Kluge (* 14. února 1932 Halberstadt) je německý filmový režisér, scenárista, producent, spisovatel a filozof. Patří k čelným představitelům hnutí Neuer Deutscher Film, byl jedním z 26 signatářů tzv. Oberhausenského manifestu, který se stal programovým základem tohoto hnutí.
V roce 1968 získal Zlatého lva na festivalu v Benátkách, za snímek Artisté pod kopulí cirkusu. Již jeho předchozí film Rozloučení se včerejškem získal v roce 1966 v Benátkách Velkou cenu poroty. Jeho dokumentární film Die Macht der Gefühle získal v roce 1983 na tomto festivalu cenu FIPRESCI. Jiný dokument Německo na podzim získal hlavní cenu Zlatý medvěd na festivalu v Berlíně. Roku 1982 převzal na benátském festivalu Zlatého lva za celoživotní dílo.
Ač proslul hlavně jako filmař, byl i významným spisovatelem, získal za své literární dílo Kleistovu cenu (1985), Cenu Heinricha Bölla (1993), Schillerovu cenu (2001) i Cenu Georga Büchnera (2003), označovanou za nejvýznamnější literární ocenění v německy mluvících zemích. V roce 2009 obdržel také Cenu Theodora W. Adorna.
Ovlivnili ho filozof Theodor Adorno, s nímž se seznámil při studiích ve Frankfurtu nad Mohanem, a režisér Fritz Lang, s nímž ho seznámil právě Adorno, a jemuž dělal asistenta u filmů Tygr z Ešnapuru (1959) a Indický hrob (1959). Vystudoval práva, absolvoval roku 1956.

## Filmografie

### Celovečerní hrané filmy - režie
- Rozloučení se včerejškem (1966)
- Artisté pod kopulí cirkusu (1968) - i produkce
- Der große Verhau (1971)
- Gelegenheitsarbeit einer Sklavin (1973)
- In Gefahr und größter Not bringt der Mittelweg den Tod (1974) - i scénář
- Silný Ferdinand (1976)
- Patriotka (1979)
- Útok současnosti na ostatní čas (1985) - i scénář a produkce
- Vermischte Nachrichten (1986)
- Happy Lamento (2018) - i scénář
- Orphea (2020) - i scénář a produkce